# Parti communiste marocain
Le Parti communiste du Maroc (PCM) était un parti politique fondé au Maroc sous le protectorat français, en 1943, avec comme secrétaire général Léon Sultan, et rebaptisé Parti communiste marocain après qu'Ali Yata en a pris la tête en 1945. 
Interdit à deux reprises dans les années 1950, sous le protectorat et après l'indépendance sur ordre de la monarchie, il réapparaît en 1968 en tant que Parti de la libération et du socialisme (PLS), est de nouveau interdit l'année suivante et se réincarne sous le nom de Parti du progrès et du socialisme (PPS) en 1974, toujours sous la direction d'Ali Yata.

### Textes officiels
- [PDF] « Décret loi du 26/09/1939 (26 septembre 1939) portant dissolution du parti communiste », Bulletin officiel de l'Empire chérifien, no 1405,‎ 29 septembre 1939, p. 1513 (lire en ligne)
- [PDF] « Dahir du 12 chaabane 1358 (27 septembre 1939) rendant applicable dans le Protectorat le décret-loi français prononçant la dissolution du parti communiste », Bulletin officiel de l'Empire chérifien, no 1405,‎ 29 septembre 1939, p. 1513 (lire en ligne)
- [PDF] « Arrêté viziriel du 13 ramadan 1358 (27 octobre 1939) portant liquidation des biens des organismes dissous par application du dahir du 29 septembre 1939 (12 chaabane 1358) prononçant la dissolution du parti communiste », Bulletin officiel de l'Empire chérifien, no 1411,‎ 10 novembre 1939, p. 1702-1703 (lire en ligne)
- [PDF] « Arrêté viziriel du 29 chaoual 1358 (11 décembre 1939) complétant l'arrêté viziriel du 27 octobre 1939 (13 ramadan 1358) portant liquidation des biens des organismes dissous par application du dahir du 29 septembre 1939 (12 chaabane 1358) prononçant la dissolution du parti communiste », Bulletin officiel de l'Empire chérifien, no 1418,‎ 29 décembre 1939, p. 1886-1887 (lire en ligne)
- [PDF] « Décret n° 2-59-1509 du 7 rebia I 1379 (10 septembre 1959) portant suspension du parti politique dit "Parti communiste marocain" », Bulletin officiel du royaume du Maroc, no 2446,‎ 11 septembre 1959, p. 1529 (lire en ligne)

### Autres
- Abdelkhaleq Berramdane, « Le PCM dans la lutte pour l'indépendance », dans Le Maroc et l'Occident : 1800-1974, Paris, Karthala, 1987, 447 p. (ISBN 2865371719 et 9782865371716, lire en ligne), p. 89-91
- Marguerite Rollinde, « Le Parti communiste hors la loi », dans Le Mouvement marocain des droits de l'Homme : Entre consensus national et engagement citoyen, Paris, Karthala, 2002, 506 p. (ISBN 2845862091 et 9782845862098, lire en ligne), p. 100-101
- Maurice Buttin, « Le procès contre le parti communiste marocain », dans Ben Barka, Hassan II, De Gaulle : Ce que je sais d'eux, Paris, Karthala, 2010, 496 p. (ISBN 2811104186 et 9782811104184, lire en ligne), p. 106-109